# Sergio Benedetti
Sergio Benedetti est un historien de l'art et conservateur de musée italien, né en 1942 et mort en 2018. 

## Biographie
Originaire de Florence, c'est d'abord dans cette ville puis à Rome qu'il effectue ses études et se spécialise en restauration des peintures du XVIIe siècle. Sa carrière se déroule ensuite essentiellement à la galerie nationale d'Irlande à Dublin, où il est d'abord restaurateur à partir de 1977, puis devient conservateur général des collections.
Il est connu pour sa redécouverte du tableau de Caravage L'Arrestation du Christ en 1990. Il joue également un rôle important dans l'acquisition et l'installation en Irlande de l'Amorino de Canova.

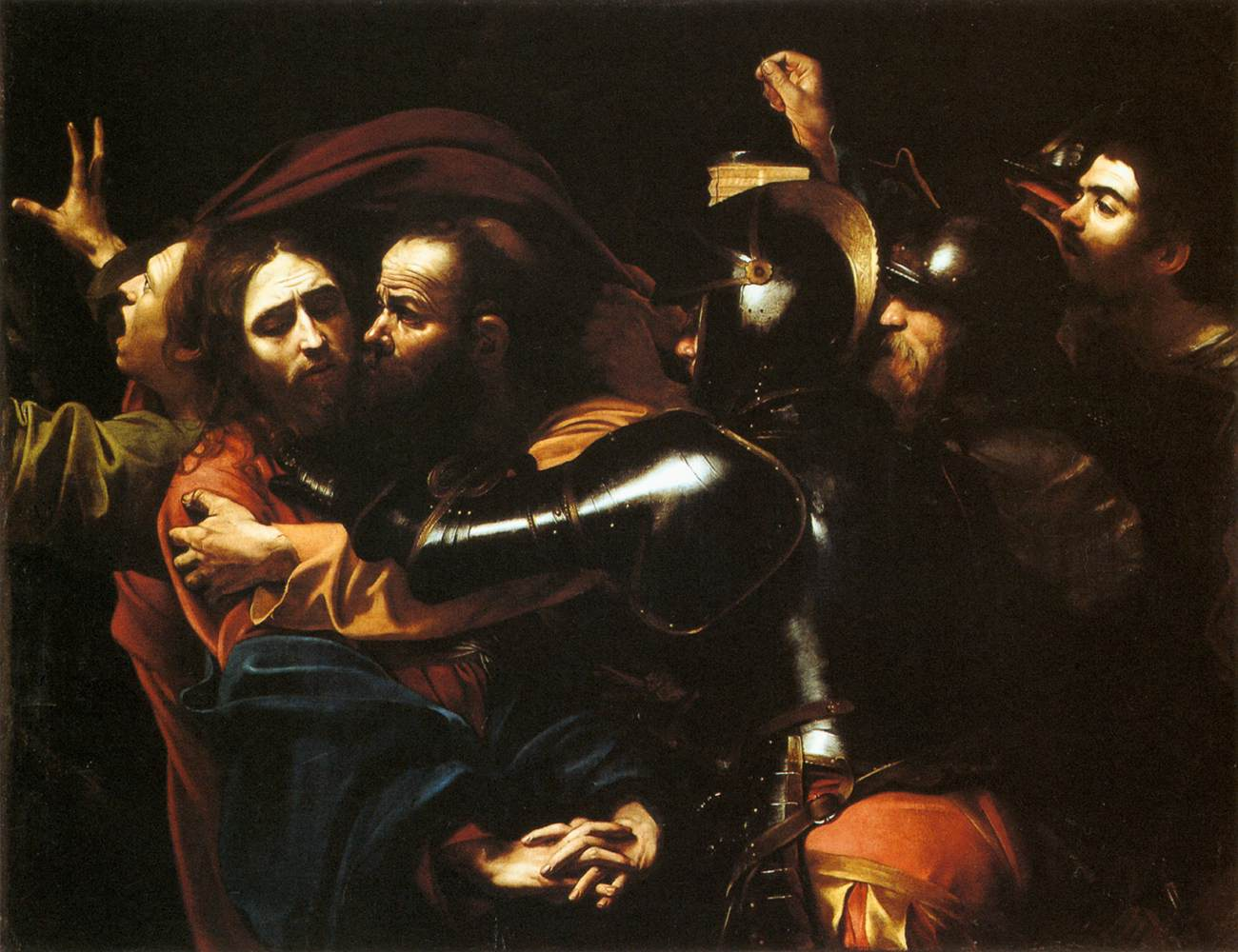
L'Arrestation du Christ de Caravage, retrouvé en 1990 à Dublin puis restauré par Sergio Benedetti.